# ギガントラプトル
ギガントラプトル（Gigantoraptor　「巨大な泥棒」の意味）は後期白亜紀の東アジア地域に生息した、オヴィラプトロサウルス類の獣脚類恐竜の属の一つである。

## 概要

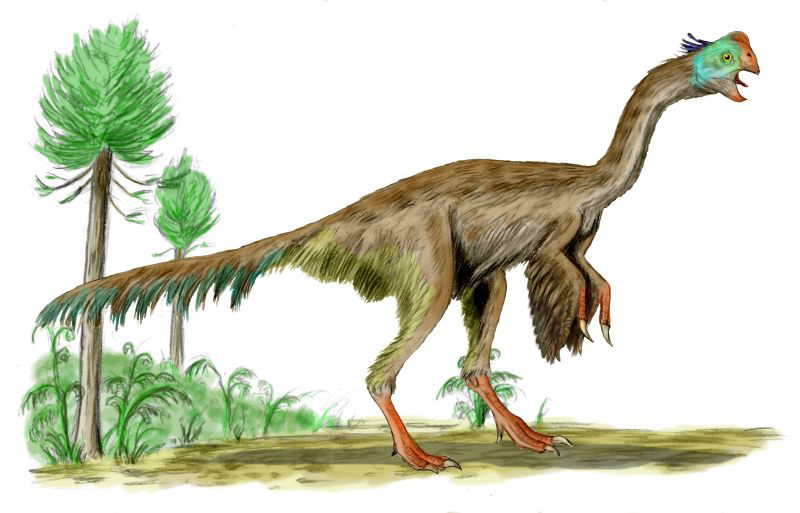
想像図

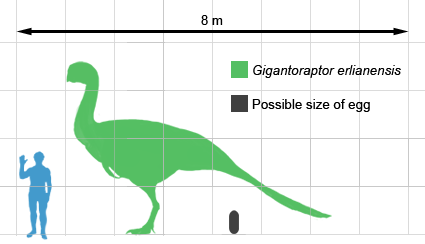
ヒトと比較した大きさ

2005年に中華人民共和国内モンゴル自治区のエレンホト市で発見された。徐星らは、同グループのオヴィラプトルと共通の祖先を持つことを発見したが、ギガントラプトルはより巨大であり、近縁のカウディプテリクスと比べても約35倍も大きい。体長は8メートル、体重は2.2トンに達し、それまで知られていたオヴィラプトロサウルス類で最大であったキチパチの3倍近く大きい。
ギガントラプトルの骨格は、オヴィラプトロサウルス類の特徴を備えている。しかし、派生的なマニラプトル類の特徴も多く持っている。
骨格には羽毛が生えていた直接の証拠は残っていないが、徐ら(2007)は、ギガントラプトルには羽毛が生えていたと推測している。彼らは、ギガントラプトルが属するオヴィラプトロサウルス類には、羽毛を持つカウディプテリクスやプロターケオプテリクスも含まれていると語っている。また彼らは、ギガントラプトルはそれらの種よりも300倍も大きく、大きい動物は体温調整を体重に依存し、小さな動物のように体を保温する必要はないとも記している。最終的に彼らは、少なくとも腕部分の羽毛はギガントラプトルにも残っており、その主要な機能は体温調整とはほとんど関係なかったと結論付けている。
ギガントラプトルの食糧は謎である。同じオヴィラプトロサウルス類のカウディプテリクスやインキシヴォサウルスは主に草食性であったと考えられているが、ギガントラプトルの後肢の長さの比率は速く走るのに適しており、大きな爪は植物を採るのに適していない。
既知の唯一の標本(LH V0011)は不完全で、単一の個体のものである。標本の骨化の進展と腓骨の成長環により、死んだ時には11歳程度であったと推定されている。7年程度で若い成体になるようであり、その後も年を経るごとに大きくなっていくのかもしれない。この成長速度はその他の獣脚類の多くよりも速い。
タイプ標本の発掘の様子がフィルムに収められている。徐星が日本のドキュメンタリーで発掘の様子を再現した。骨をクリーニングすると、彼はこれは竜脚類ではなく、アルバートサウルス程度の大きさの獣脚類であることに気付いた。その後彼は、予期しない発見があった場合の安全を考えフィルムの撮影をした。